# Kościół św. Józefa i klasztor Bernardynów w Mińsku
Kościół Świętego Józefa i klasztor Bernardynów w Mińsku – barokowy zespół sakralny w Mińsku, założony w 1624 roku. Zbudowany w 1652 roku i wielokrotnie przebudowywany, kościół św. Józefa w 1752 uzyskał wystrój późnobarokowy. Świątynia jest w typie bazyliki bezwieżowej o trzech nawach; klasztor dwupiętrowy na planie podkowy.

29 sierpnia 1864 władze rosyjskie skonfiskowały kompleks w ramach represji za poparcie udzielone powstaniu styczniowemu przez bernardynów. Od 1872 roku dawny kościół pełni funkcję archiwum. Od 1992 roku mieści się tu Archiwum Dokumentacji Naukowo-Technicznej oraz Archiwum Muzeum Literatury i Sztuk. W 1983 roku przeprowadzono częściową konserwację elewacji kościoła (architekt H. Bosak). W 2022 roku przeprowadzono prace przy głównej fasadzie kościoła, aby przywrócić jej koloryt historyczny (architekt R.Zabieła). W latach 2009-2014 budynek klasztory został odnowiony i obecnie mieści się w nim Hotel.

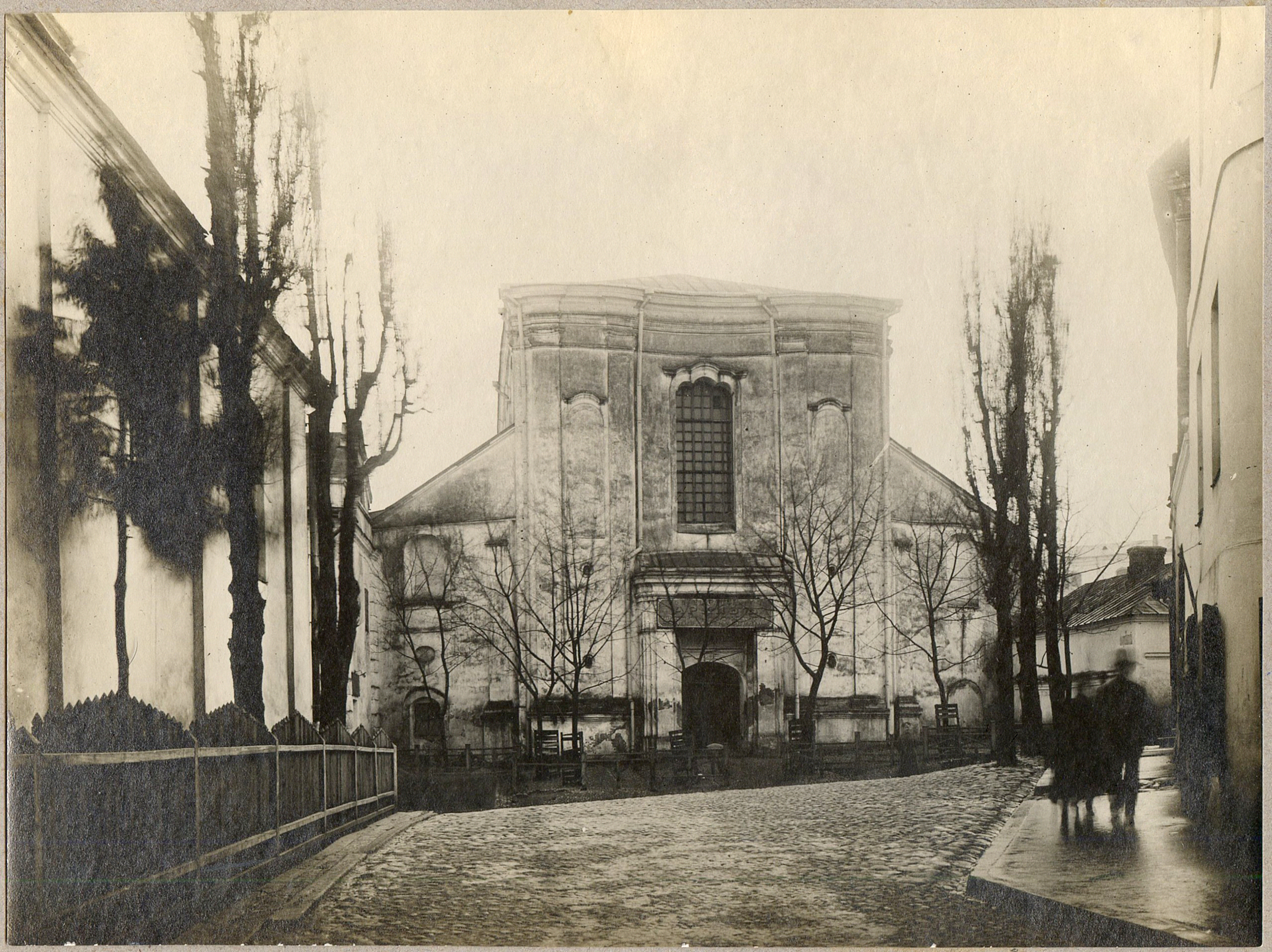
Fasada kościoła św. Józefa w roku 1916
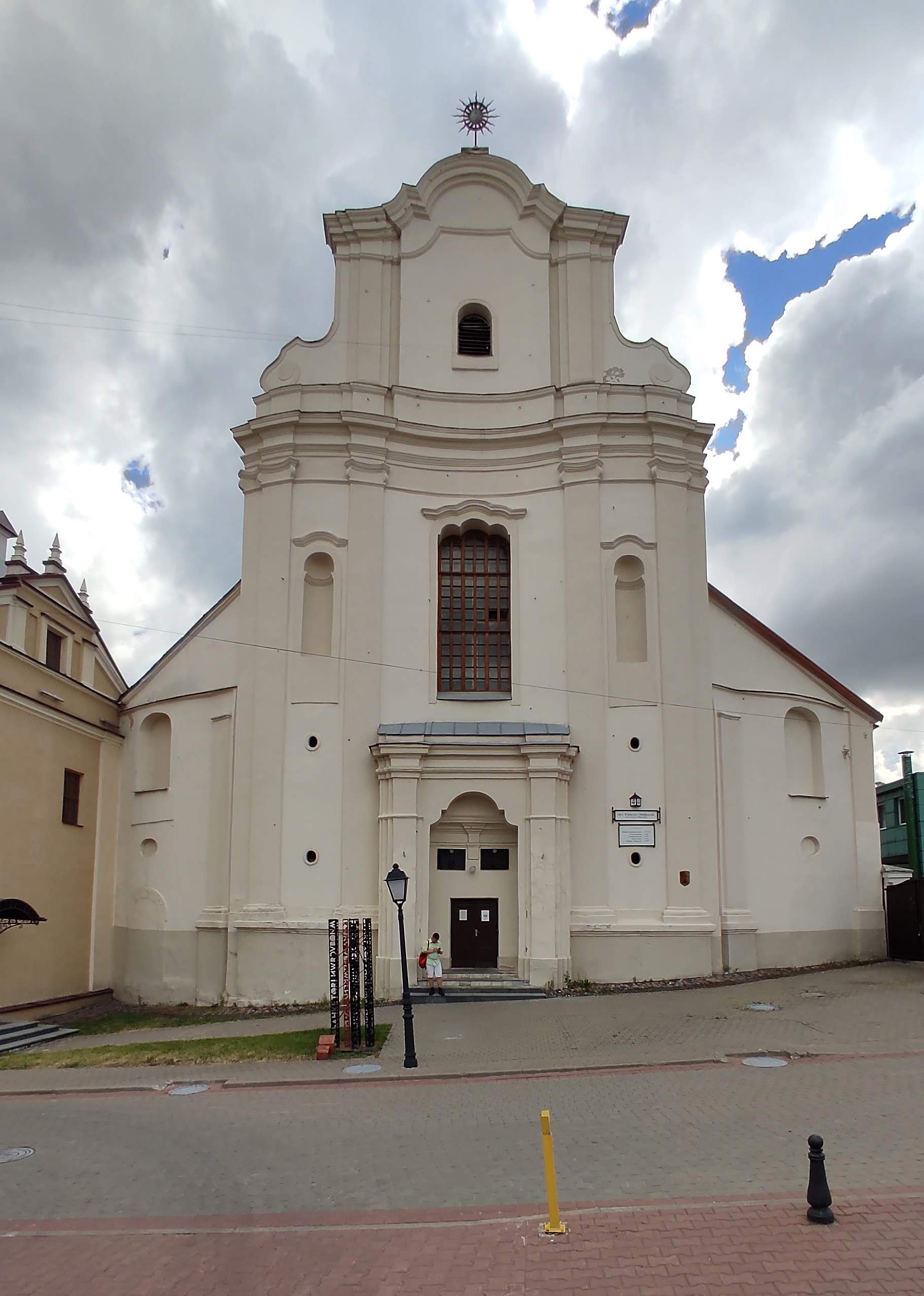
Fasada kościoła św. Józefa w roku 2021
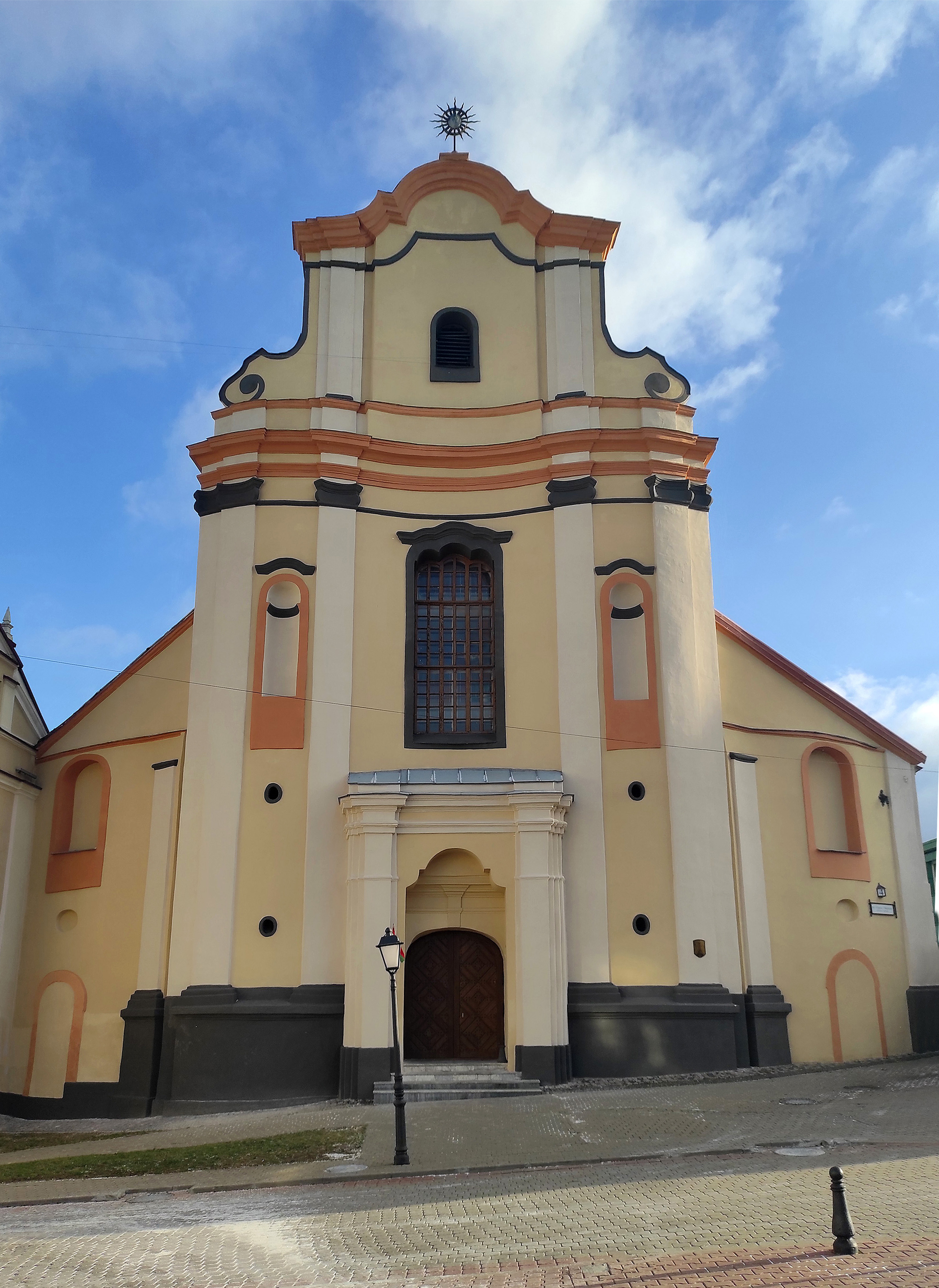
Fasada kościoła św. Józefa w roku 2023